# Mantequilla del Alto Urgel y la Cerdaña
La Mantequilla del Alto Urgel y la Cerdaña (en catalán Manteca de l'Alt Urgell y la Cerdanya) es una mantequilla elaborada en Seo de Urgel, en la comarca del Alto Urge, Cataluña (España). La mantequilla se produce en la Cooperativa Lechera del Cadí, como el Queso del Alto Urgel y la Cerdaña, a partir de leche de vaca exclusivamente de raza frisona. La totalidad de la producción se produce en la fábrica situada en el centro Seo de Urgel y la leche proviene de granjas ceretanas y urgelenses.
Es de las pocas mantequillas del mundo con denominación de origen protegida.
La producción comercial se inició en 1915 cuando se formó la Cooperativa del Cadí. El tiempo de maduración de la nata, junto con la alimentación de las vacas y el clima de la región le da a esta mantequilla su olor y sabor característicos.

## Origen e identificación
La elaboración de quesos y mantequilla ha sido una actividad tradicional catalana de siglos, especialmente arraigada en los valles pirenaicos. En el caso del Alto Urgel, la desaparición de la viña de los Pirineos propició la evolución de la agricultura y la ganadería ligadas a la industria láctea, en el marco de la cual se desarrollaron tanto este producto como el Queso del Alto Urgel y la Cerdaña. 
La Mantequilla del Alto Urgel y la Cerdaña disfruta de una Denominación de Origen Protegida (DOP), por lo cual la elaboración se encuentra sometida al reglamento de la denominación. Este reglamento prevé la identificación del producto con las informaciones que exige la legislación vigente, es decir, el nombre del producto "Mantequilla de Alto Urgel y la Cerdaña. Denominación de Origen Protegida" y el logotipo de la denominación, además del logotipo europeo de las DOP. 
Esta mantequilla ha conservado, desde el inicio de su producción hasta nuestros días sus características de calidad potenciadas por la introducción de las mejoras tecnológicas en el proceso de elaboración.